# Bogusław Wontor
Bogusław Tadeusz Wontor (ur. 29 września 1967 w Słubicach) – polski polityk, inżynier i działacz sportowy, poseł na Sejm IV, V, VI, VII i IX kadencji.

## Życiorys
Brat Tomasza Wontora. W 1998 ukończył studia na Wydziale Podstawowych Problemów Techniki Politechniki Zielonogórskiej, a w 2007 studia podyplomowe w Wyższej Szkole Turystyki i Rekreacji w Warszawie. Do 1999 był członkiem Socjaldemokracji Rzeczypospolitej Polskiej, następnie przystąpił do Sojuszu Lewicy Demokratycznej. Członek różnych organizacji sportowych, w tym LZS, Towarzystwa Krzewienia Kultury Fizycznej oraz AZS. Od 1983 działał w Związku Socjalistycznej Młodzieży Polskiej, pełnił w nim m.in. funkcję przewodniczącego krajowej komisji koordynacyjnej.
W latach 1998–2001 zasiadał w sejmiku lubuskim, zajmując stanowisko wiceprzewodniczącego, będąc jego wiceprzewodniczącym oraz przewodniczącym klubu radnych SLD. W 2000 objął funkcję prezesa Lubuskiej Federacji Sportu, w 2004 został prezesem Polskiej Federacji Sportu Młodzieżowego.
W 2001 i 2005 uzyskiwał mandat poselski z ramienia Sojuszu Lewicy Demokratycznej w okręgu lubuskim. W wyborach parlamentarnych w 2007 po raz trzeci został posłem, kandydując z listy koalicji Lewica i Demokraci i otrzymując 11 658 głosów. W kwietniu 2008 zasiadł w Klubie Poselskim Lewica, który we wrześniu 2010 przekształcono w KP SLD. W wyborach w 2011 z powodzeniem ubiegał się o reelekcję. Startując z 3. miejsca na okręgowej liście SLD, dostał 8065 głosów (o 6 więcej niż kandydujący z 1. miejsca Jan Kochanowski). W wyborach w 2015 nie został wybrany na kolejną kadencję. W 2018 bezskutecznie kandydował do sejmiku.
W 2019 po czteroletniej przerwie powrócił do Sejmu, otrzymując w wyborach parlamentarnych 18 950 głosów. W Sejmie IX kadencji został wiceprzewodniczącym Komisji Edukacji, Nauki i Młodzieży, członkiem Komisji Kultury Fizycznej, Sportu i Turystyki oraz przewodniczącym Podkomisji stałej do spraw sportu dzieci i młodzieży. Nie kandydował w kolejnych wyborach w 2023.

## Odznaczenia
- 2006: Odznaka Honorowa za Zasługi dla Województwa Lubuskiego[4]

## Wyniki w wyborach parlamentarnych
| Wybory | Komitet wyborczy | Komitet wyborczy                              | Organ              | Okręg | Wynik          |
| ------ | ---------------- | --------------------------------------------- | ------------------ | ----- | -------------- |
| 2001   |                  | KKW Sojusz Lewicy Demokratycznej – Unia Pracy | Sejm IV kadencji   | nr 8  | 13 367 (4,28%) |
| 2005   |                  | Sojusz Lewicy Demokratycznej                  | Sejm V kadencji    | nr 8  | 7793 (2,88%)   |
| 2007   |                  | KKW Lewica i Demokraci SLD+SDPL+PD+UP         | Sejm VI kadencji   | nr 8  | 11 658 (2,96%) |
| 2011   |                  | Sojusz Lewicy Demokratycznej                  | Sejm VII kadencji  | nr 8  | 8065 (2,42%)   |
| 2015   |                  | KKW Zjednoczona Lewica SLD+TR+PPS+UP+Zieloni  | Sejm VIII kadencji | nr 8  | 13 041 (3,77%) |
| 2019   |                  | Sojusz Lewicy Demokratycznej                  | Sejm IX kadencji   | nr 8  | 18 950 (4,33%) |